# Beawar
Beawar là một thành phố và là nơi đặt hội đồng đô thị (municipal council) của quận Ajmer thuộc bang Rajasthan, Ấn Độ.

## Địa lý
Beawar có vị trí 26°06′B 74°19′Đ / 26,1°B 74,32°Đ Nó có độ cao trung bình là 439 mét (1440 foot).

## Nhân khẩu
Theo điều tra dân số năm 2001 của Ấn Độ, Beawar có dân số 123.701 người. Phái nam chiếm 52% tổng số dân và phái nữ chiếm 48%. Beawar có tỷ lệ 71% biết đọc biết viết, cao hơn tỷ lệ trung bình toàn quốc là 59,5%: tỷ lệ cho phái nam là 79%, và tỷ lệ cho phái nữ là 62%. Tại Beawar, 14% dân số nhỏ hơn 6 tuổi.